# John Singer Sargent
John Singer Sargent (/ sɑrdʒənt /; ngày 12 tháng 1 năm 1856 - 14 tháng 4 năm 1925) là một họa sĩ người Mỹ, được coi là "họa sĩ họa chân dung hàng đầu của thế hệ ông" trong thời kỳ Edward VII. Vào đầu thế kỷ 20, ông được xem là họa sĩ vẽ chân dung nổi tiếng nhất và đắt giá nhất của thế giới. Trong suốt sự nghiệp của mình, ông đã tạo ra khoảng 900 bức tranh sơn dầu và hơn 2.000 bức tranh màu nước, cũng như vô số các bản vẽ và ký họa than. Những tác phẩm của ông phản ánh những cuộc du lịch của ông trên toàn thế giới, từ Venice đến Tyrol, Corfu, Trung Đông, Montana, Maine và Florida và nhiều lần trở lại Hoa Kỳ.

## Tiểu sử

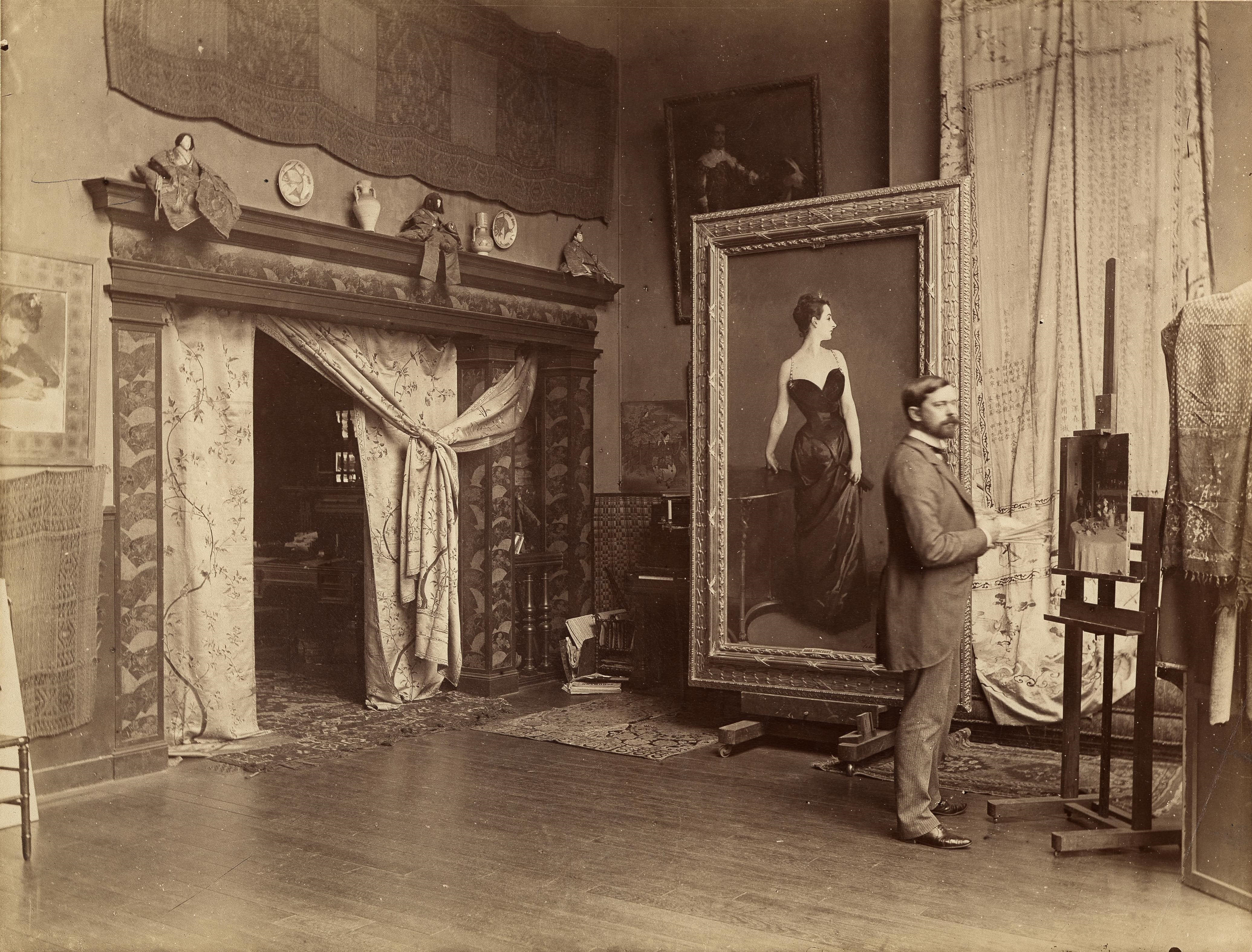
Sargent trong phòng họa của mình, trước tấm chân dung Madame X, năm 1885 ở Paris

Thời thơ ấu của Sargent là không bình thường. Cha mẹ ông sống ở châu Âu vì lý do sức khỏe và hiếm khi ở lâu tại một nơi cố định. Vì thế, Sargent không được học hành chu đáo. Sau khi hoàn thành việc học của mình ở Paris, ông chủ yếu sống ở Luân Đôn, nhưng ông thường đi du lịch khắp thế giới. Sự nghiệp của ông không phải là hoàn toàn không có tranh cãi. Tranh chân dung Madame X của ông, mà ông gửi tới Salon de Paris vào năm 1884 và được cho là để củng cố vị trí của mình như là một họa sĩ chân dung, lại bị chỉ trích vì quá hở hang so với tình thế lúc đó. Mặc dù Sargent được ca ngợi nhiều lần cho các kỹ năng kỹ thuật của mình, đặc biệt là khả năng vẽ bằng cọ, được ngưỡng mộ trong những năm sau này của ông, nhưng cũng mang lại cho ông những chê trách là "nông cạn".

## Một số tác phẩm

### Chân dung

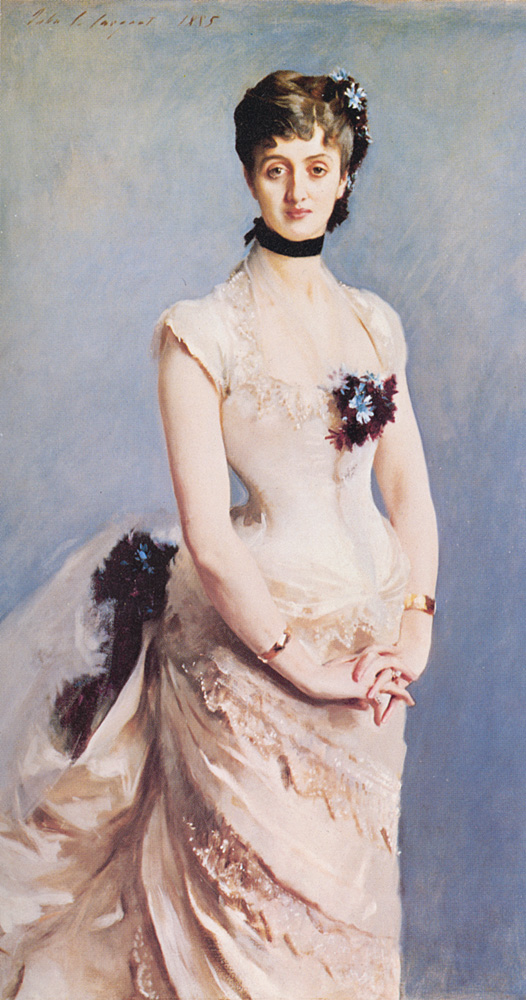
nl [Madame Paul Poirson], 1885
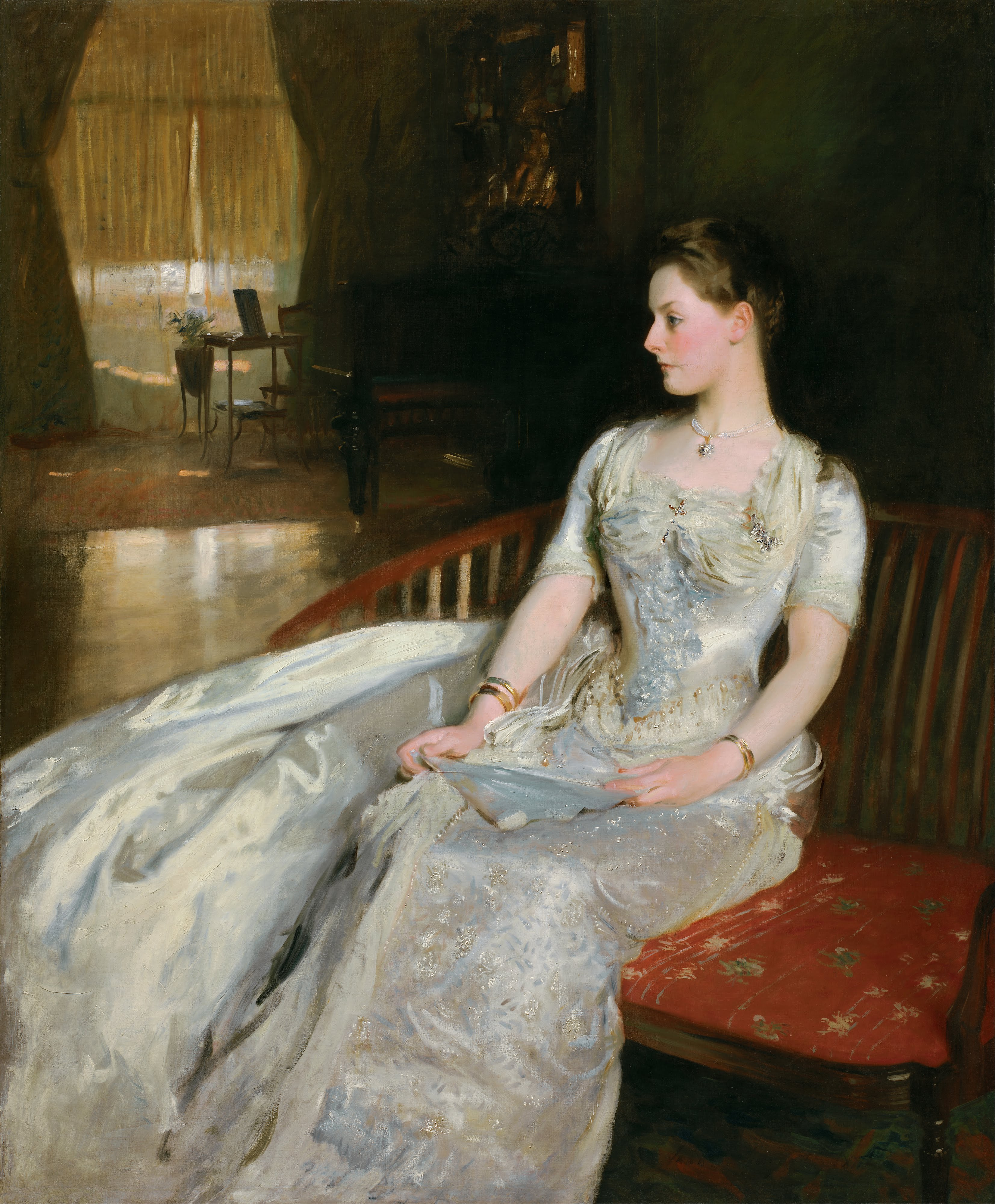
Mrs. Cecil Wade, 1886
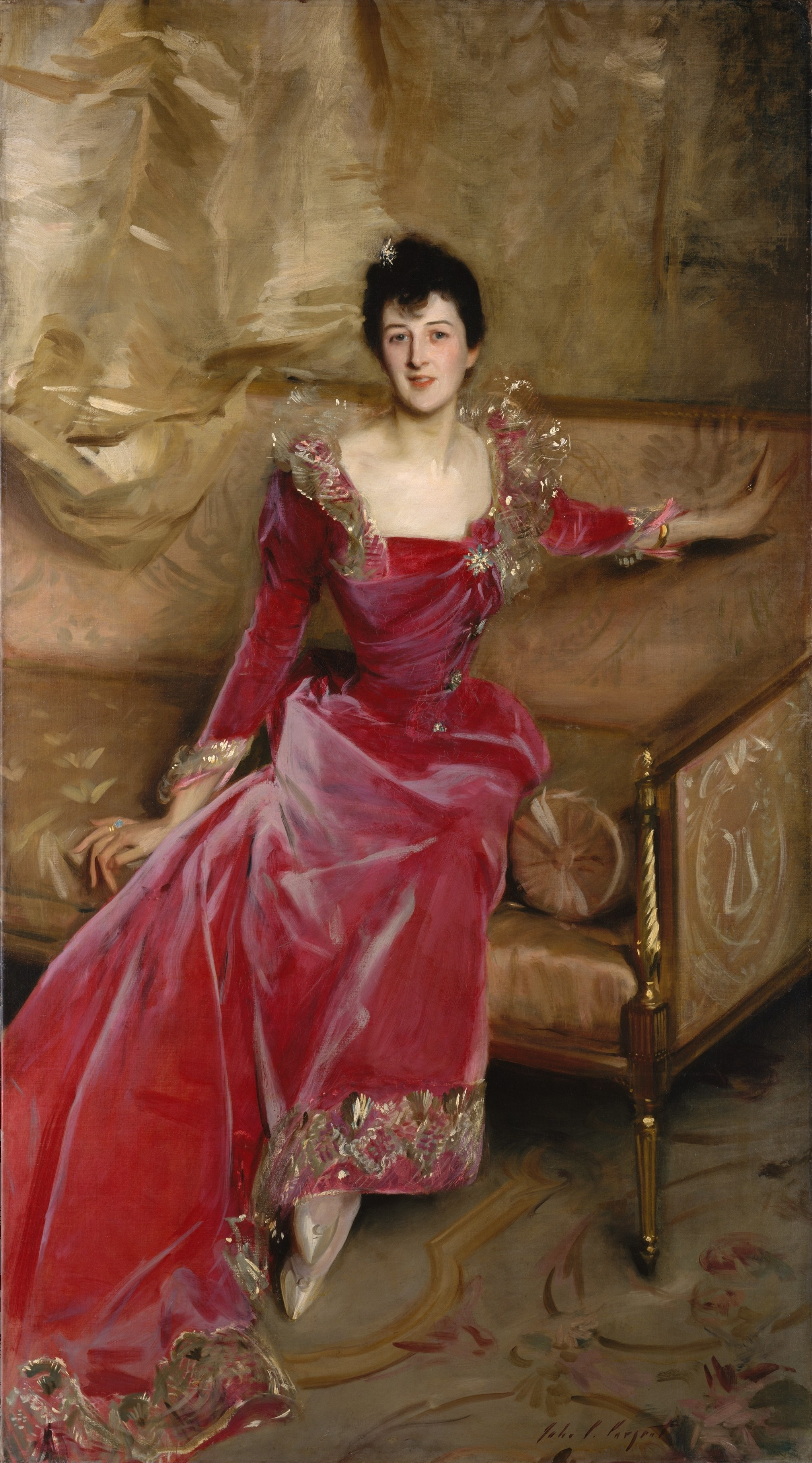
Mrs. Hugh Hammersley, 1892
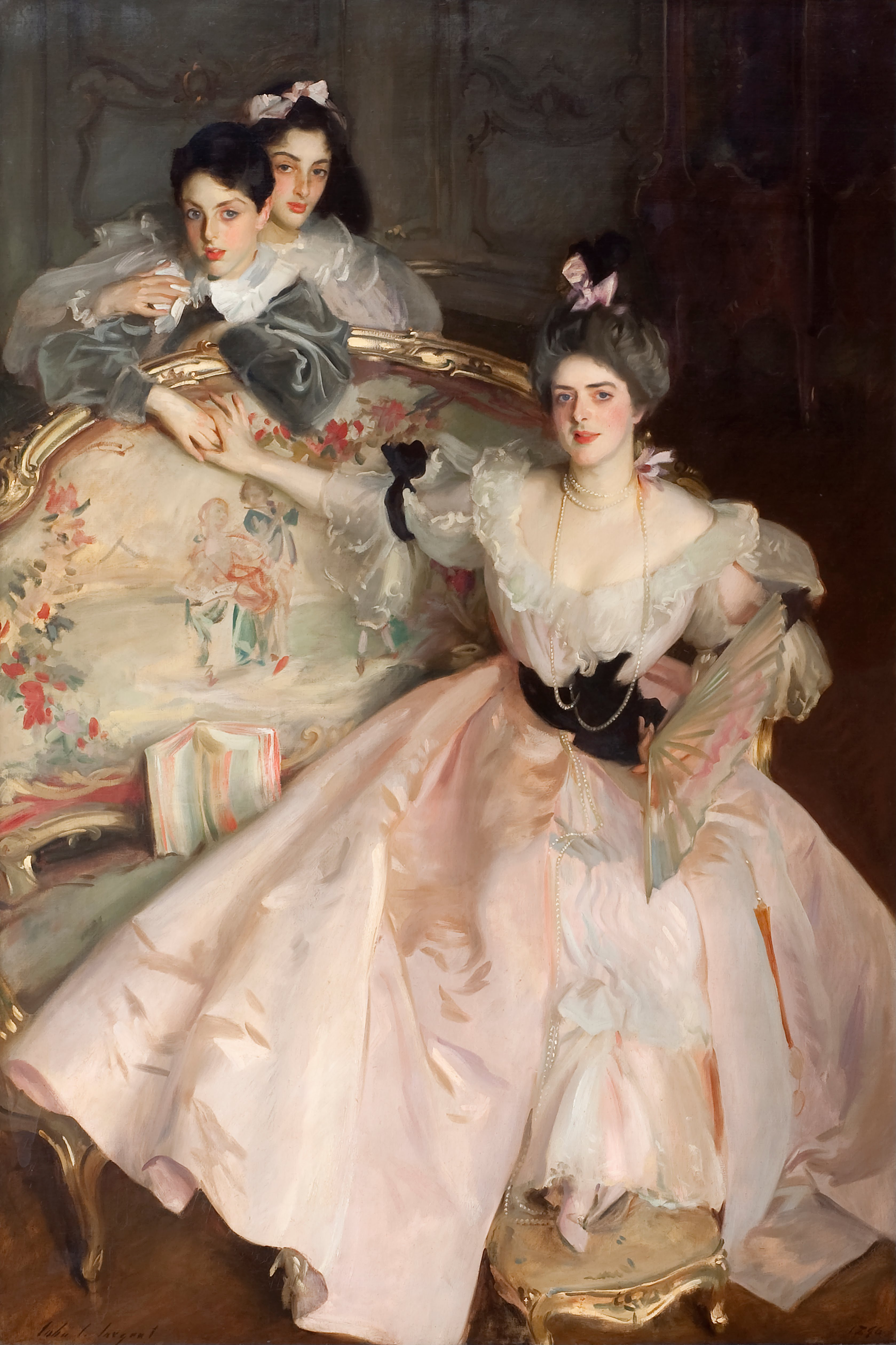
Mrs. Carl Meyer and her Children, 1896
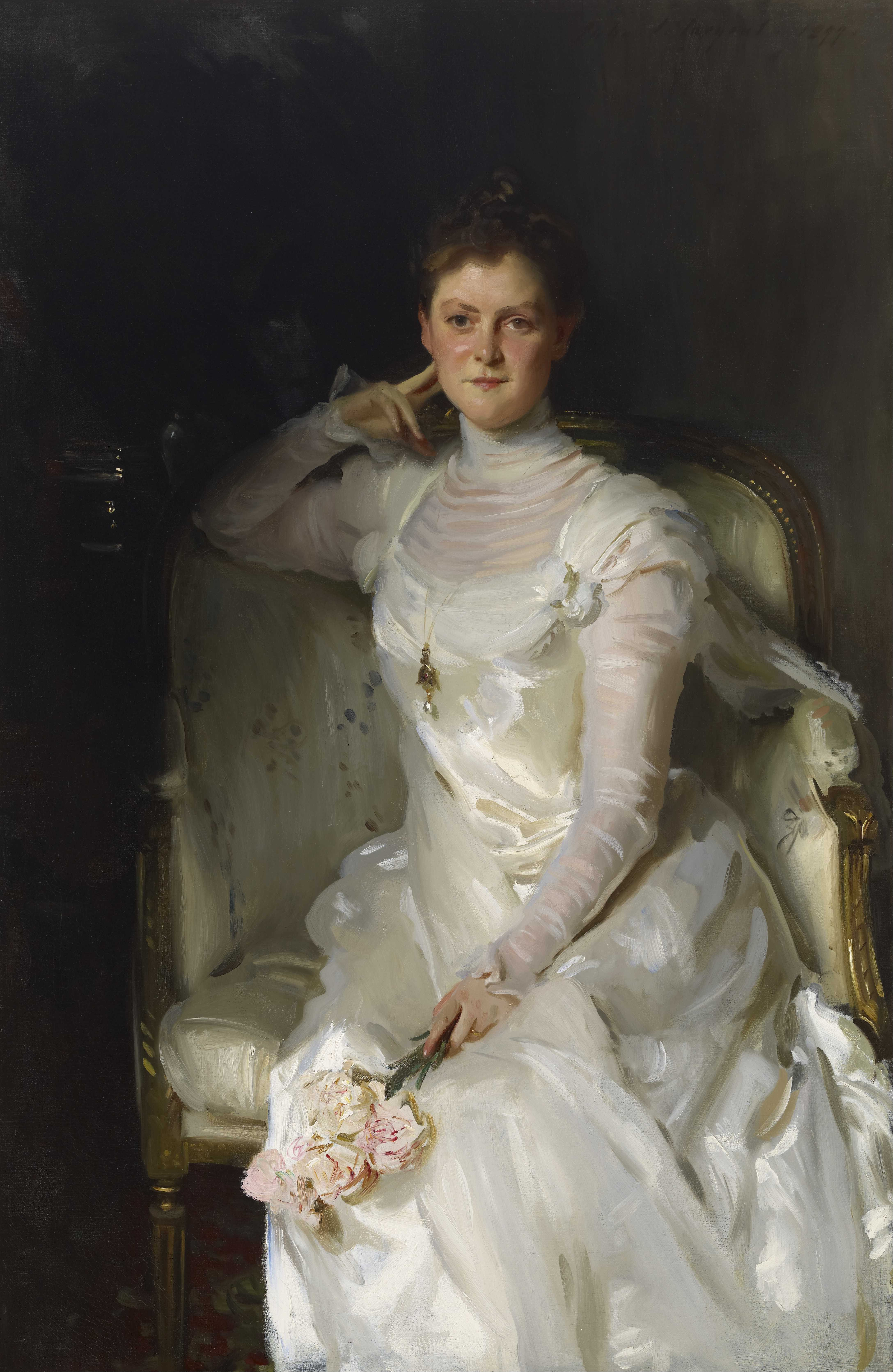
Mrs. Joshua Montgomery Sears (Sarah Choate Sears), 1899
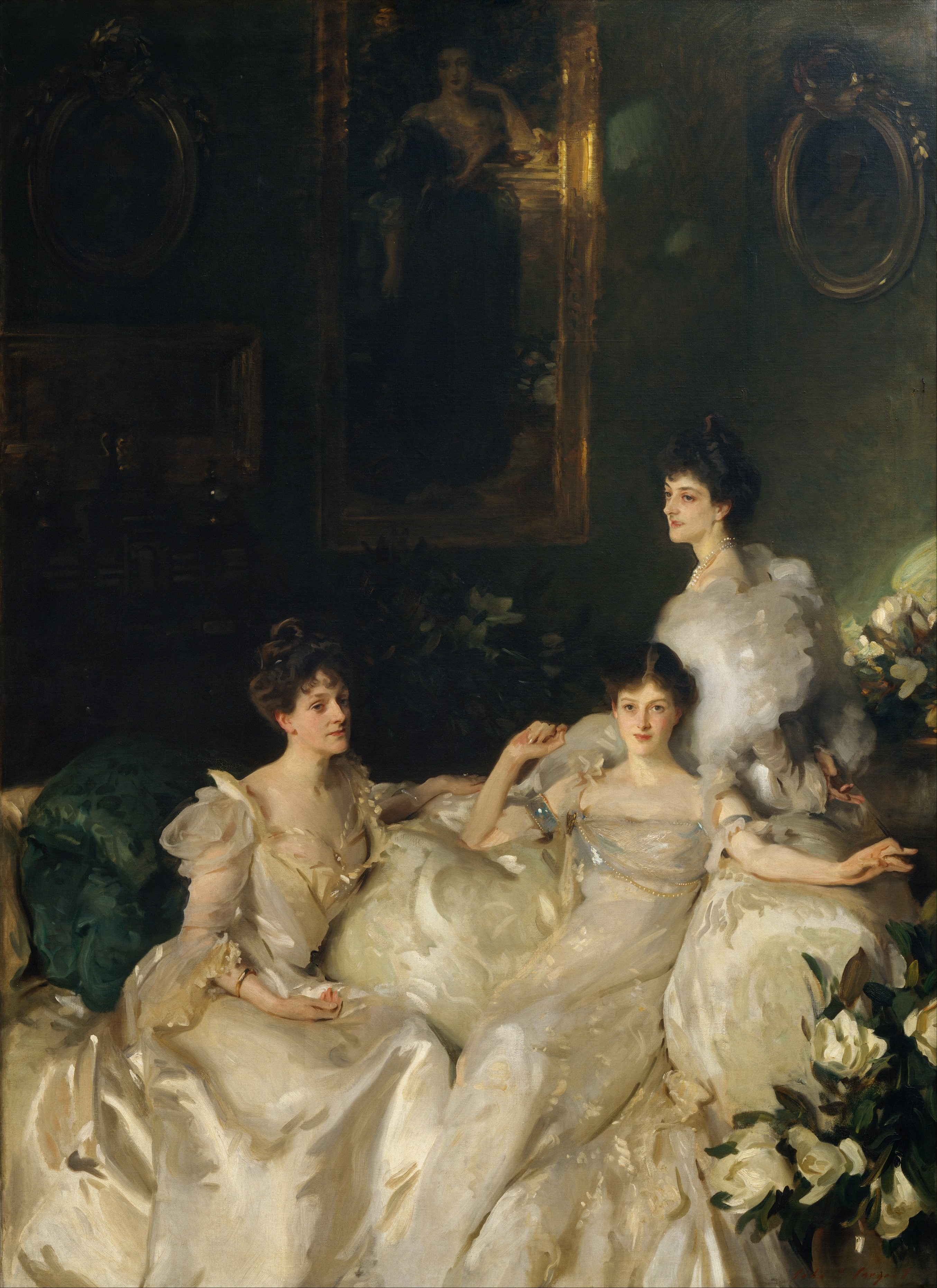
The Wyndham Sisters - Lady Elcho, Mrs. Adeane, and Mrs. Tenant, 1899
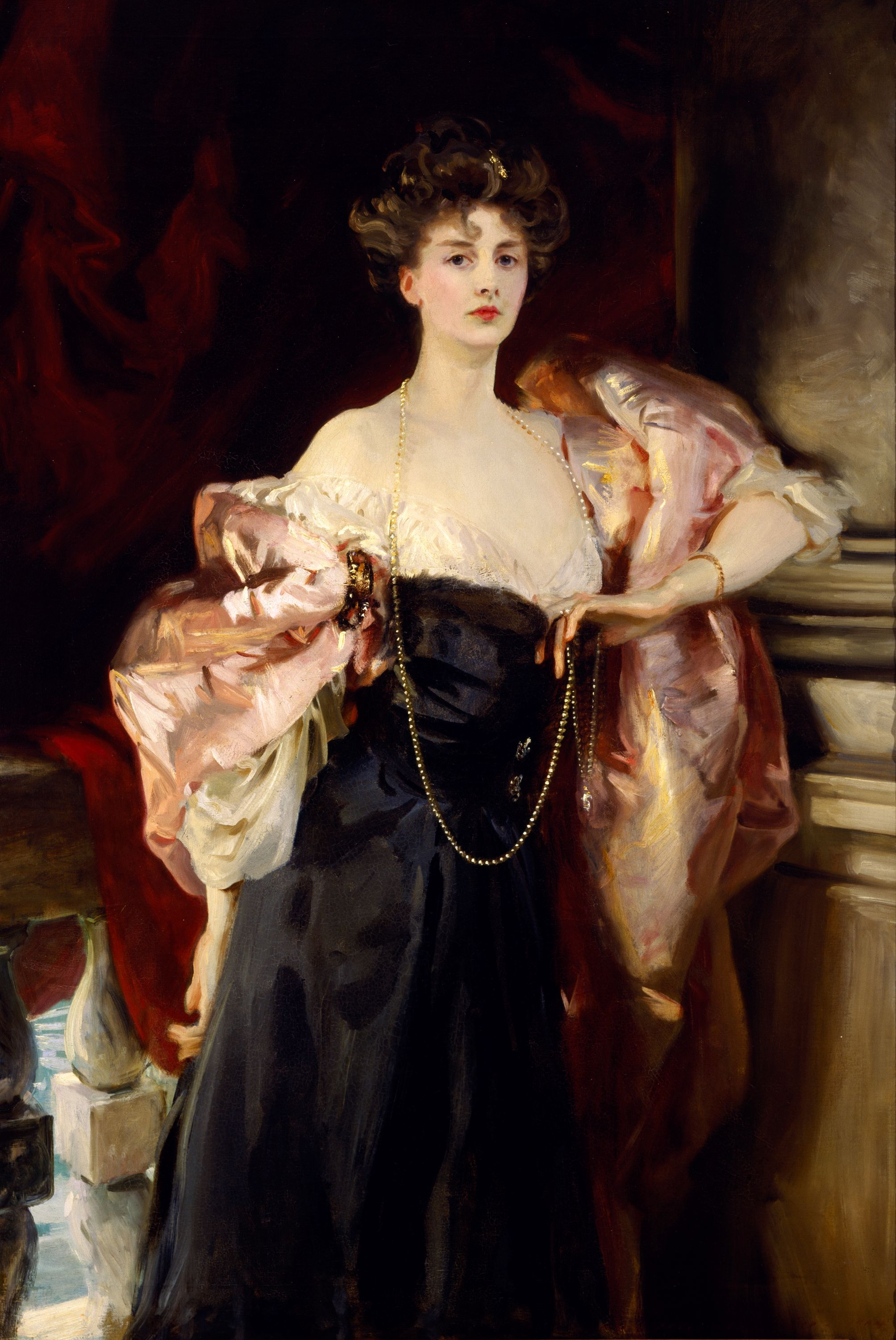
Lady Helen Vincent in Venice, 1904
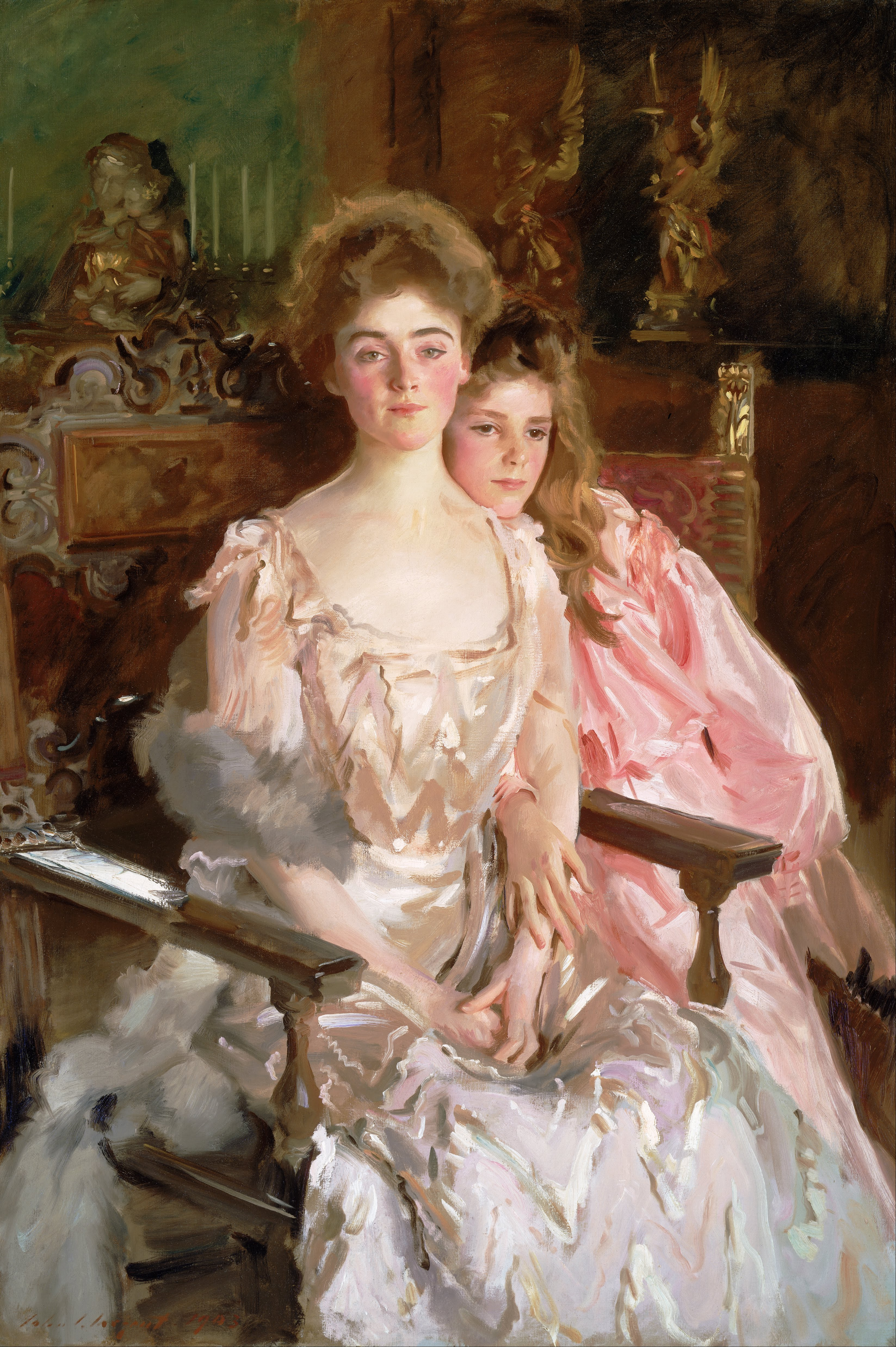
Mrs. Fiske Warren (Gretchen Osgood) and Her Daughter Rachel, 1903
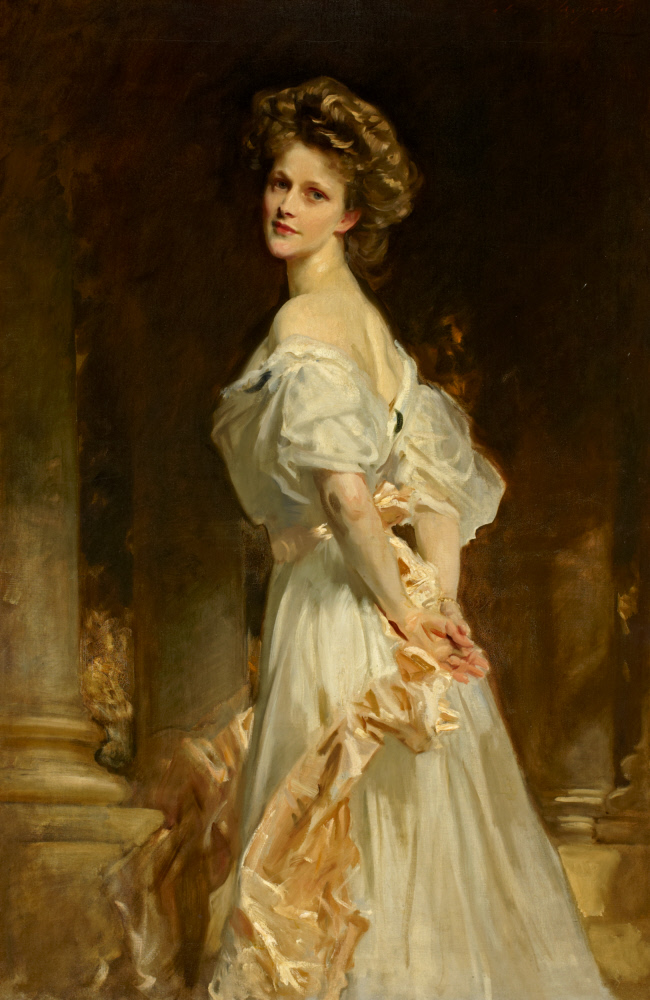
Mrs. Waldorf Astor, 1909
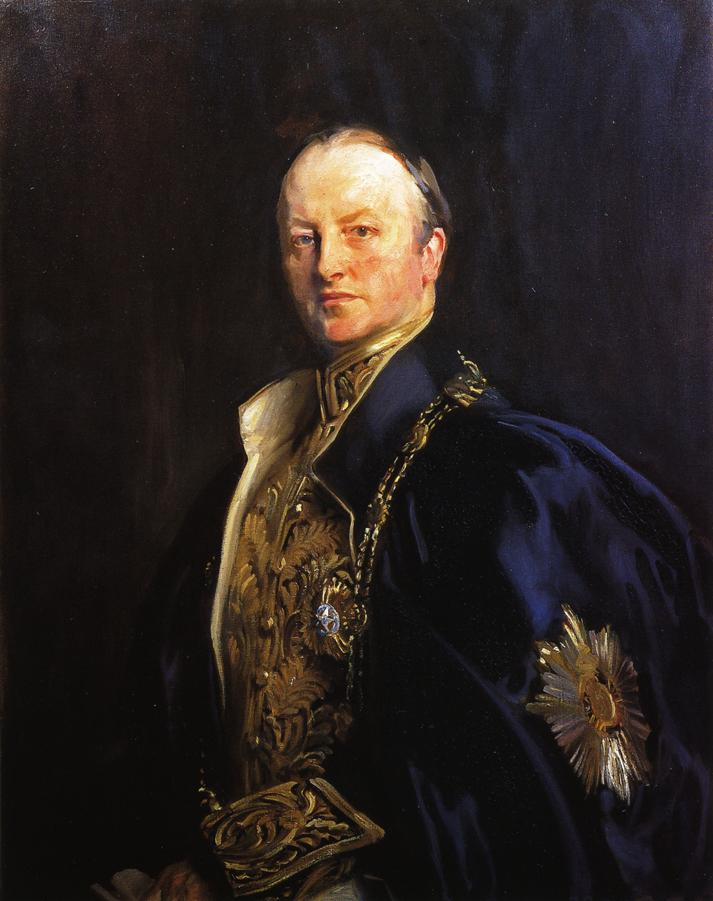
George Curzon, 1st Marquess Curzon of Kedleston, 1914, Royal Geographical Society
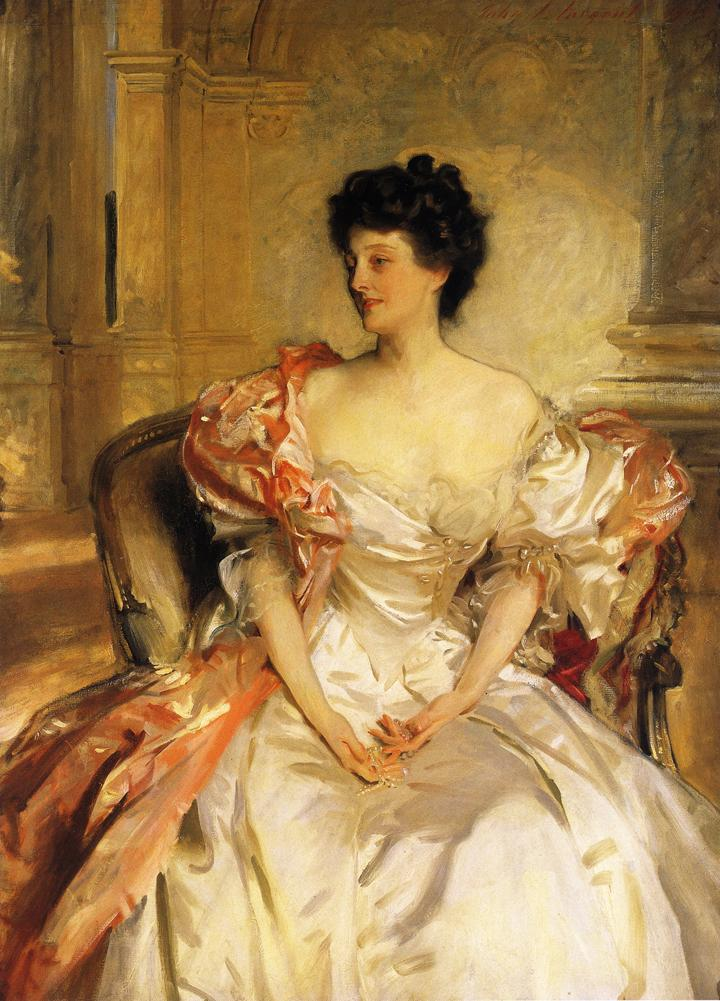
Cora, Countess of Strafford, 1908
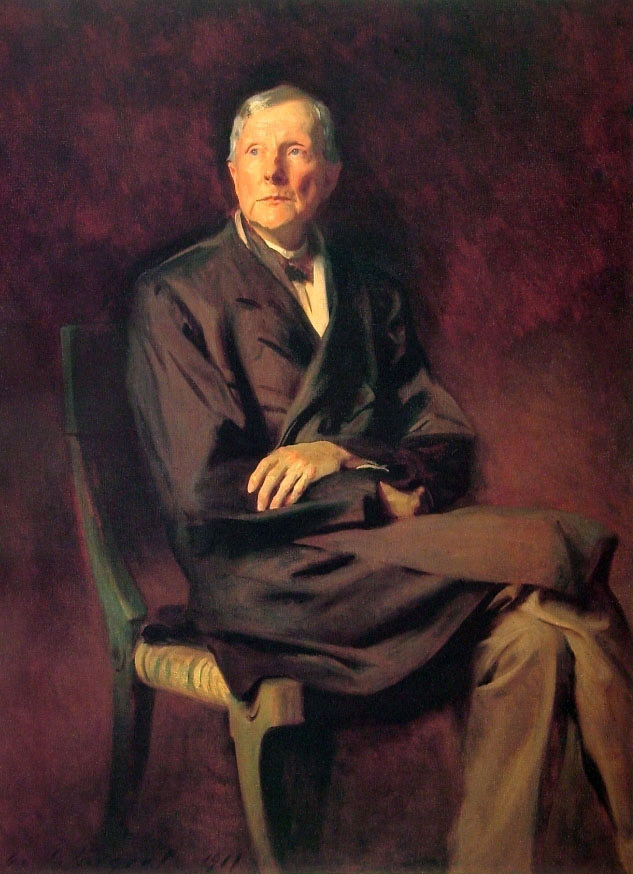
John D. Rockefeller, 1917

### Tranh sơn dầu

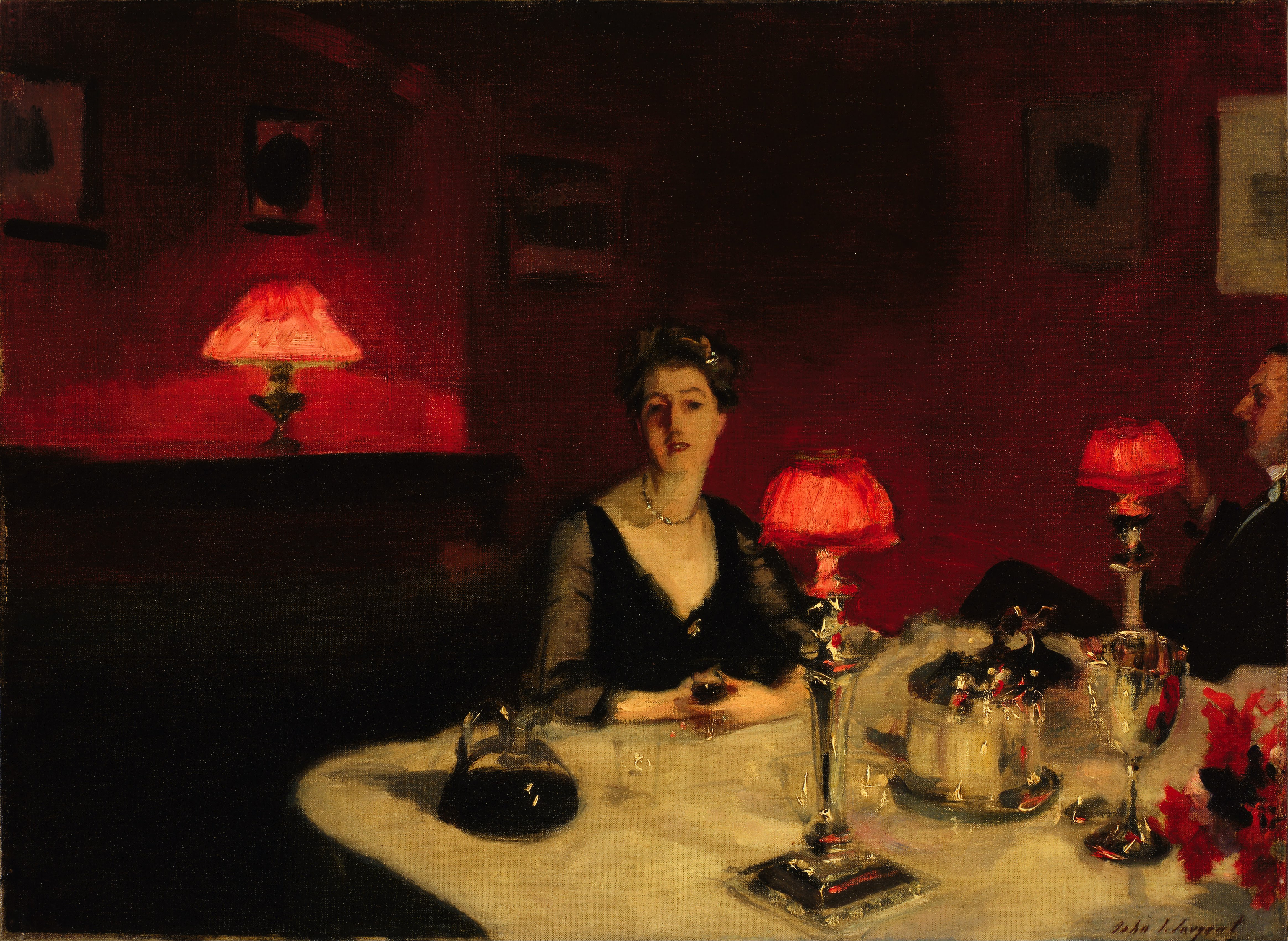
A Dinner Table at Night, 1884
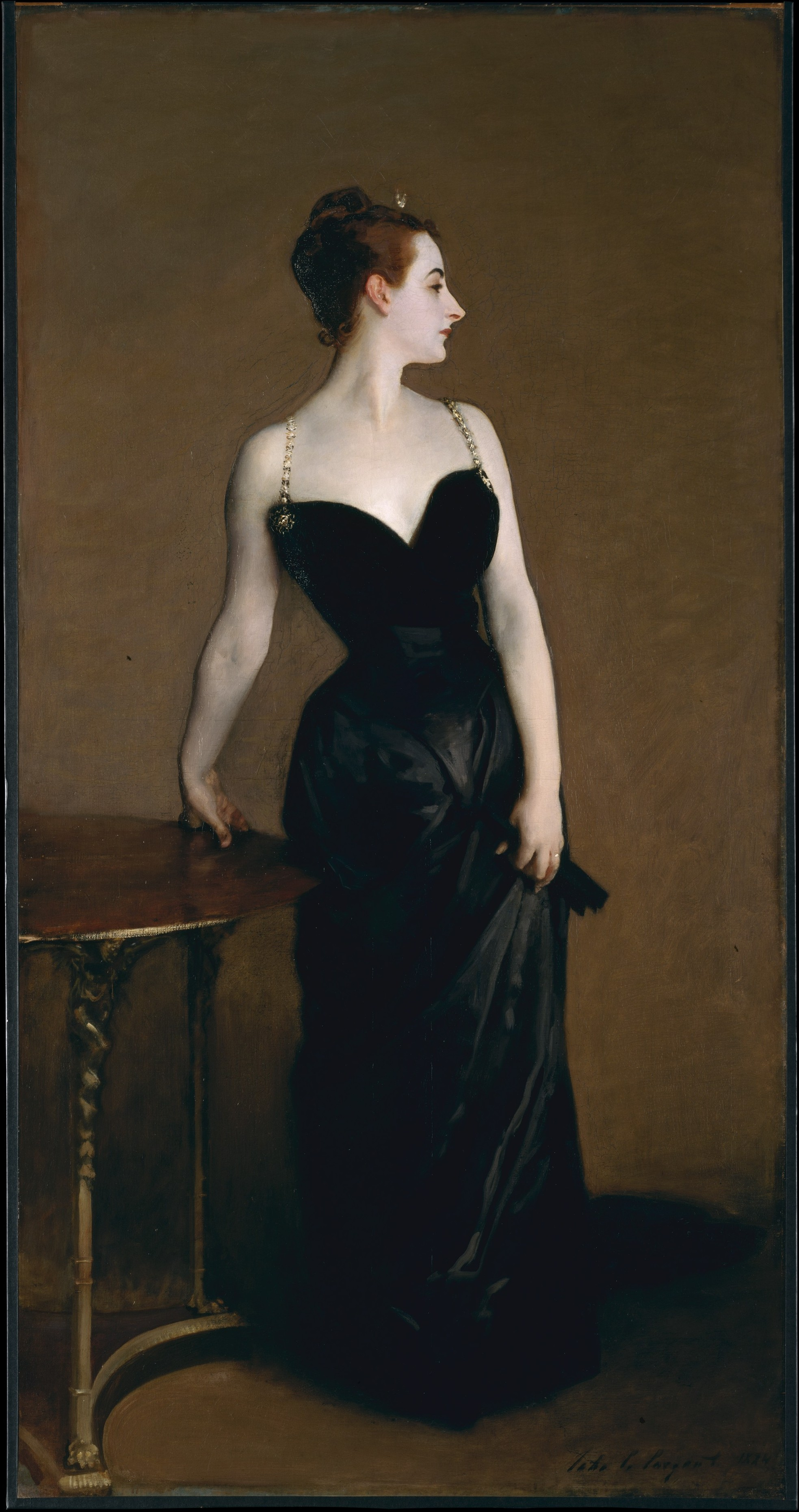
Portrait of Madame X (Madame Pierre Gautreau), 1883
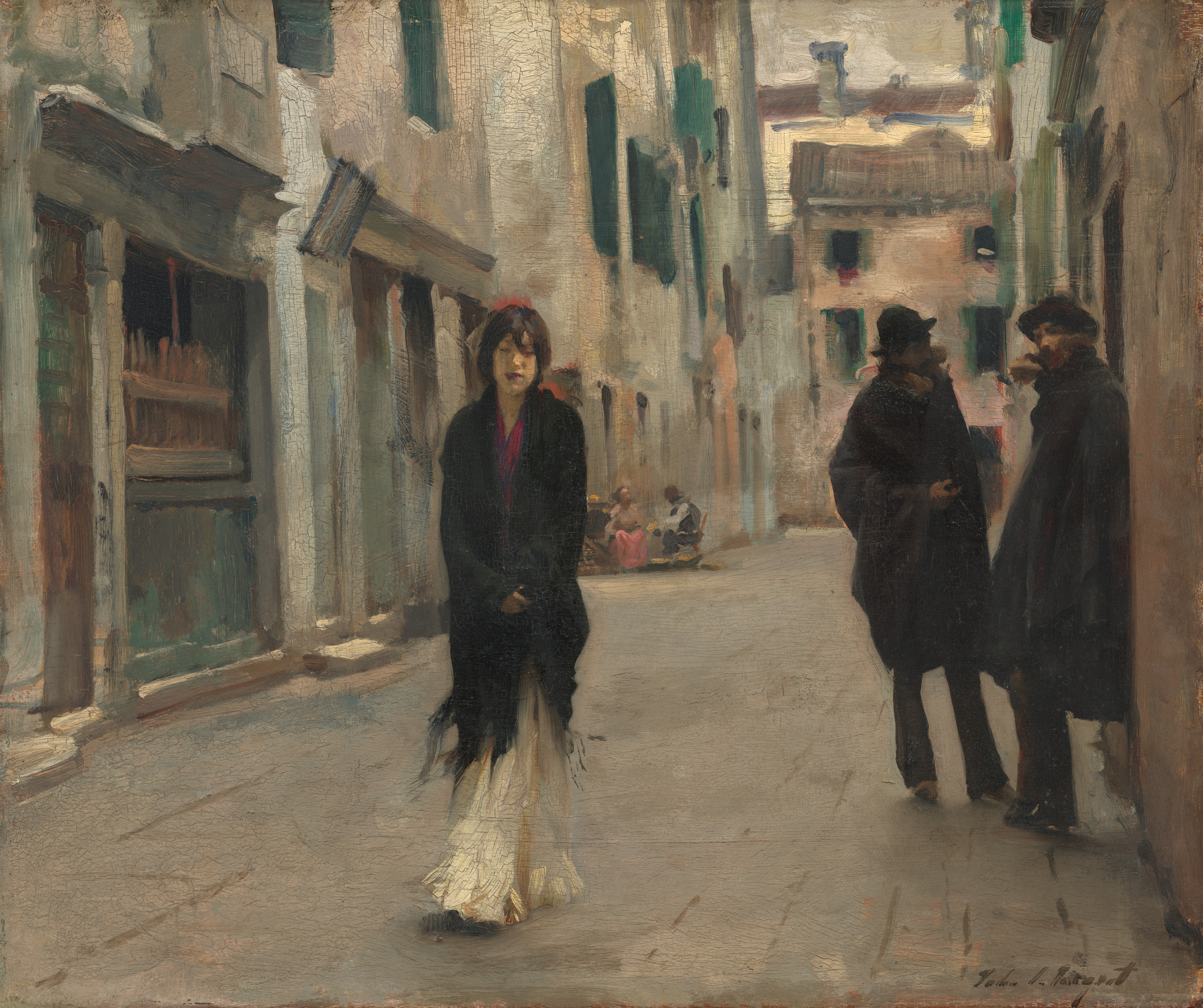
Street in Venice, c. 1882, National Gallery of Art, Washington, DC
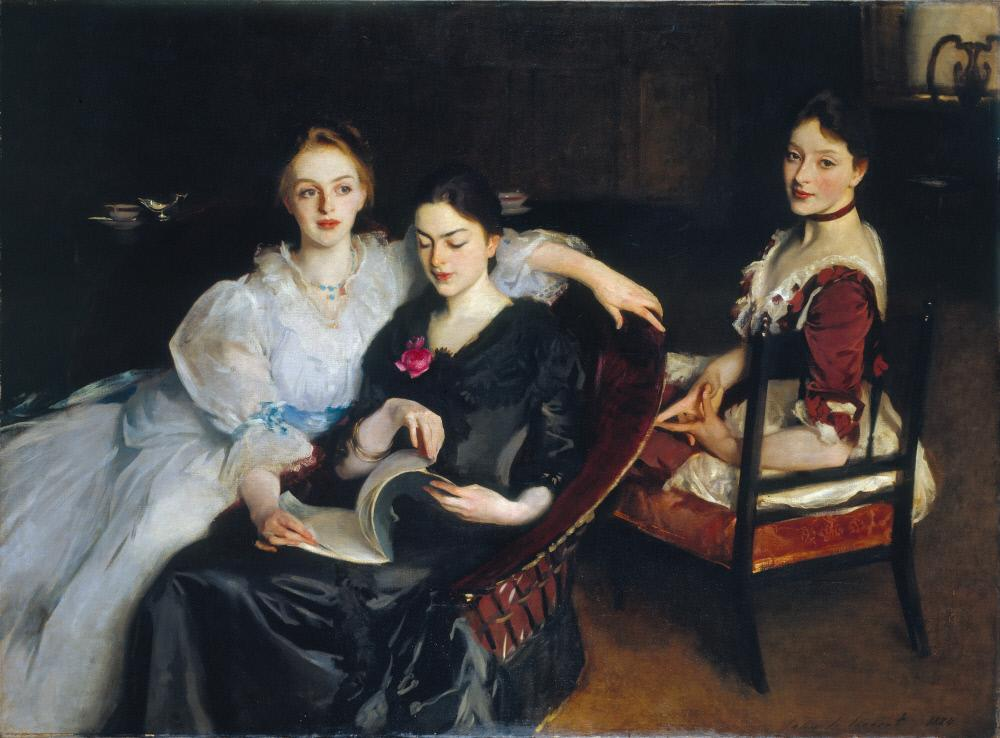
The Misses Vickers, 1884, Weston Park Museum
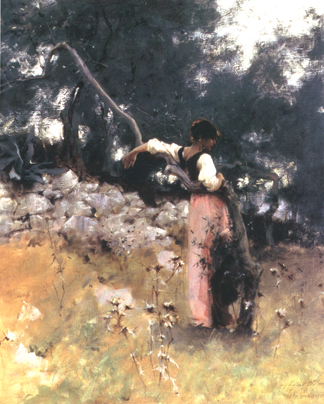
Dans Les Oliviers, 1878
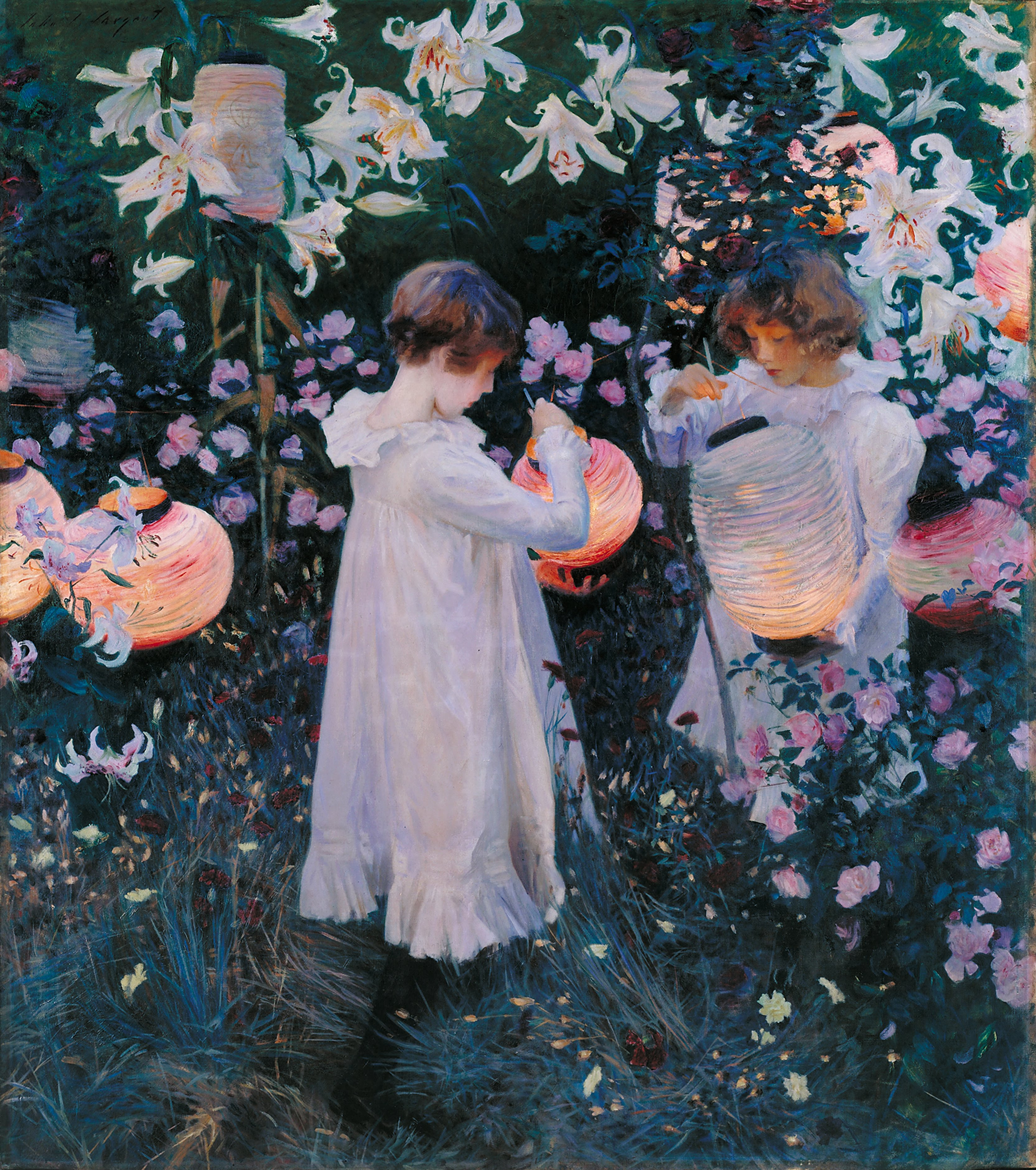
Carnation, Lily, Lily, Rose, 1885–86, the Tate, London
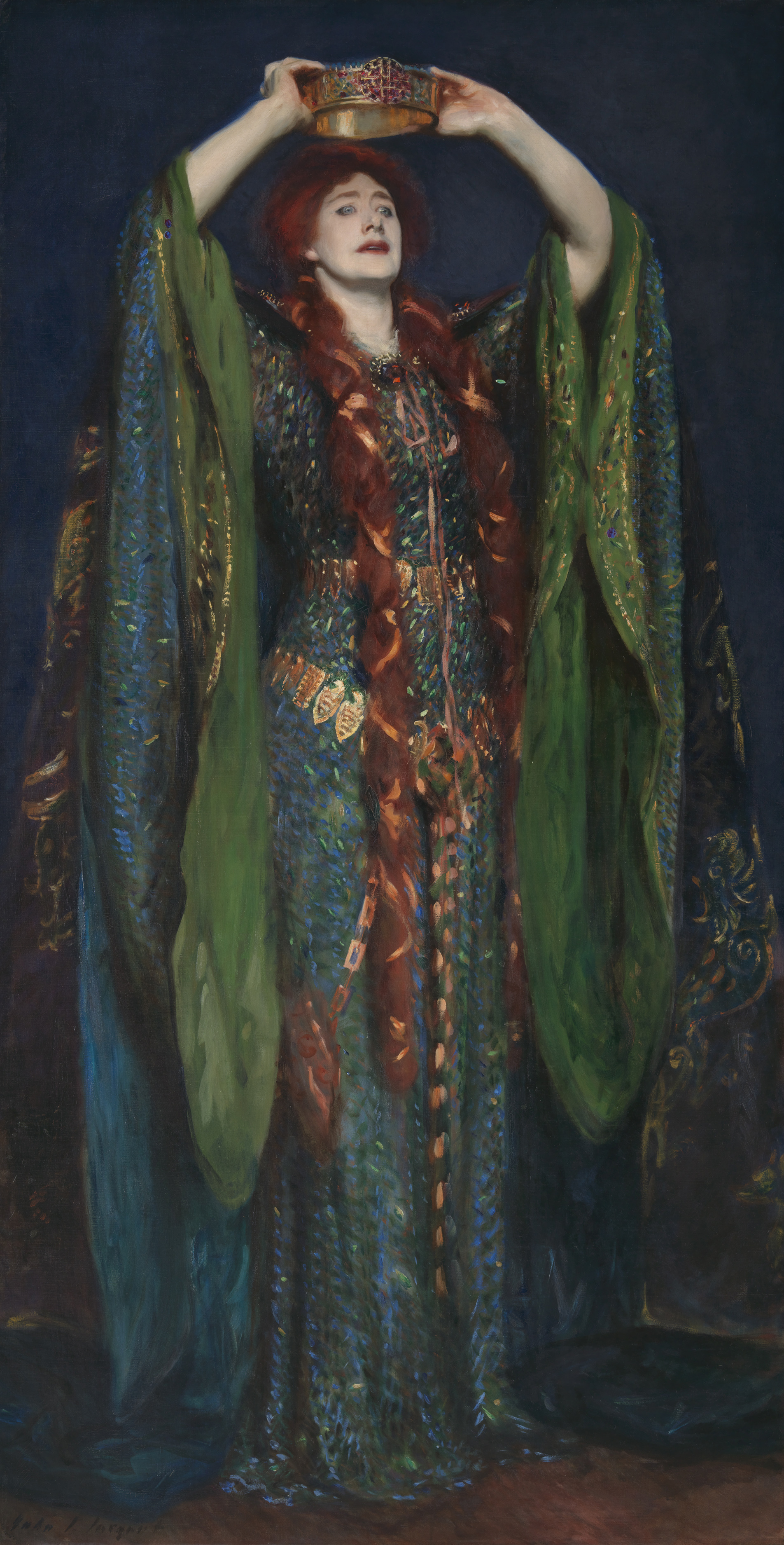
Ellen Terry as Lady Macbeth, 1889
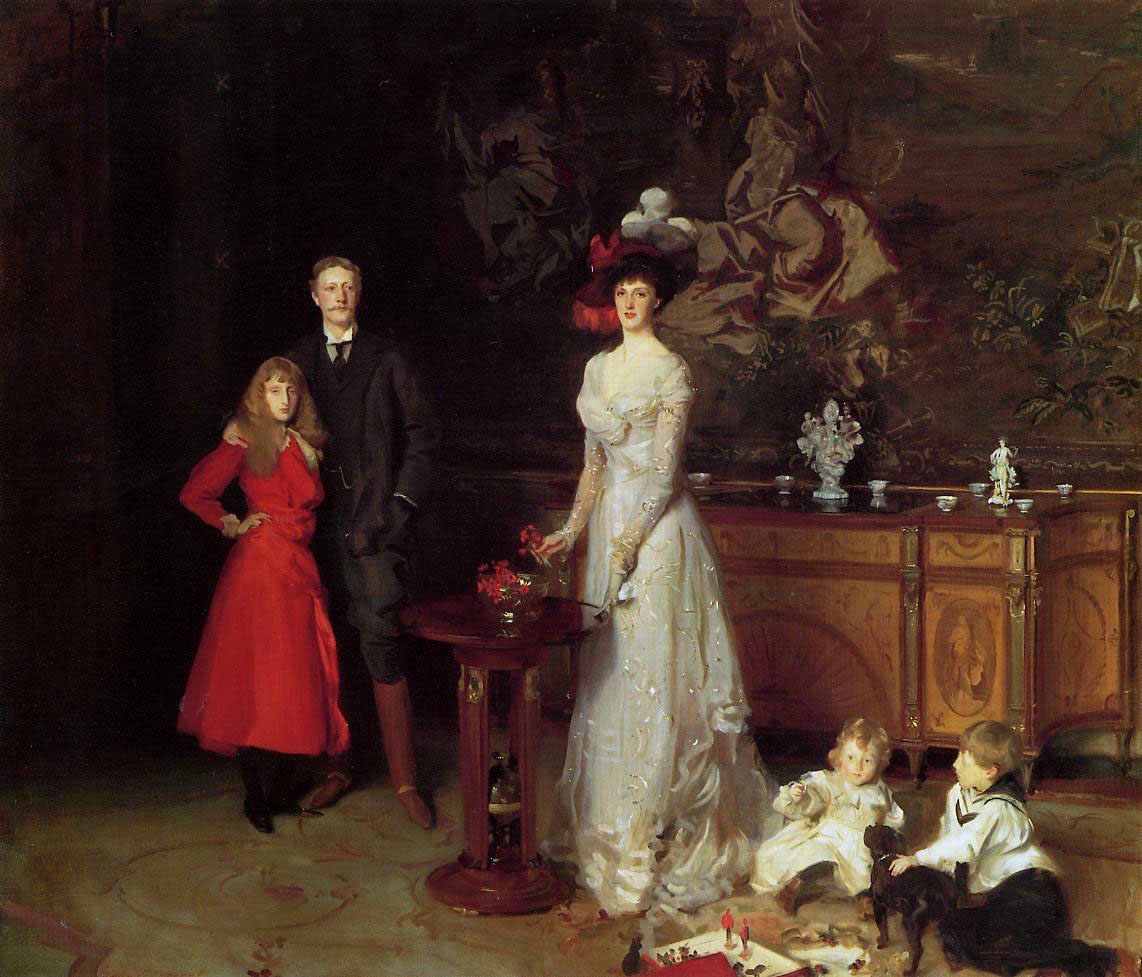
The Sitwell Family, 1900. From left: Dame Edith Sitwell (1887–1964), Sir George Sitwell, Lady Ida Sitwell, Sir Sacheverell Sitwell (1897–1988), and Sir Osbert Sitwell (1892–1969)
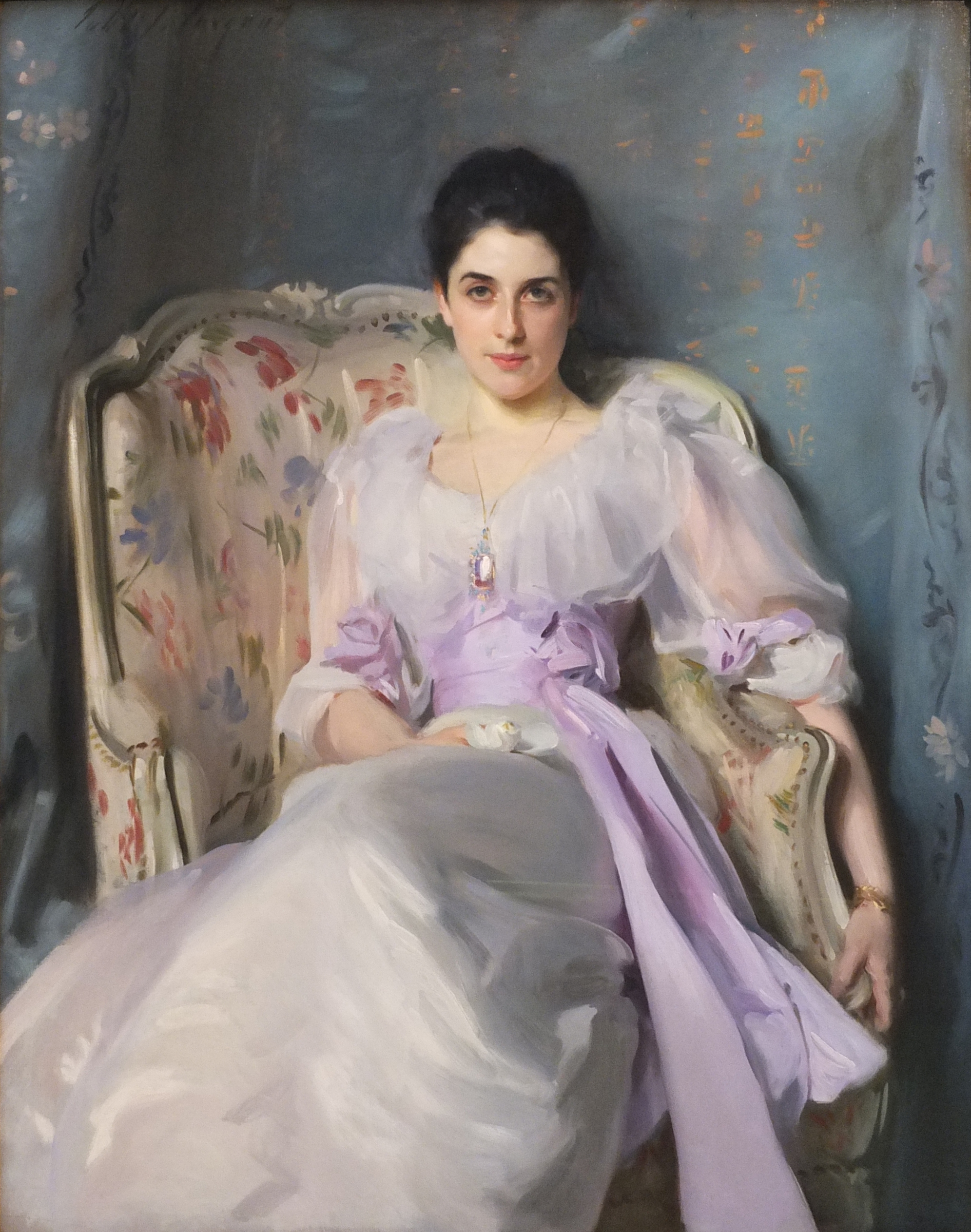
Portrait of Lady Agnew of Lochnaw, 1892
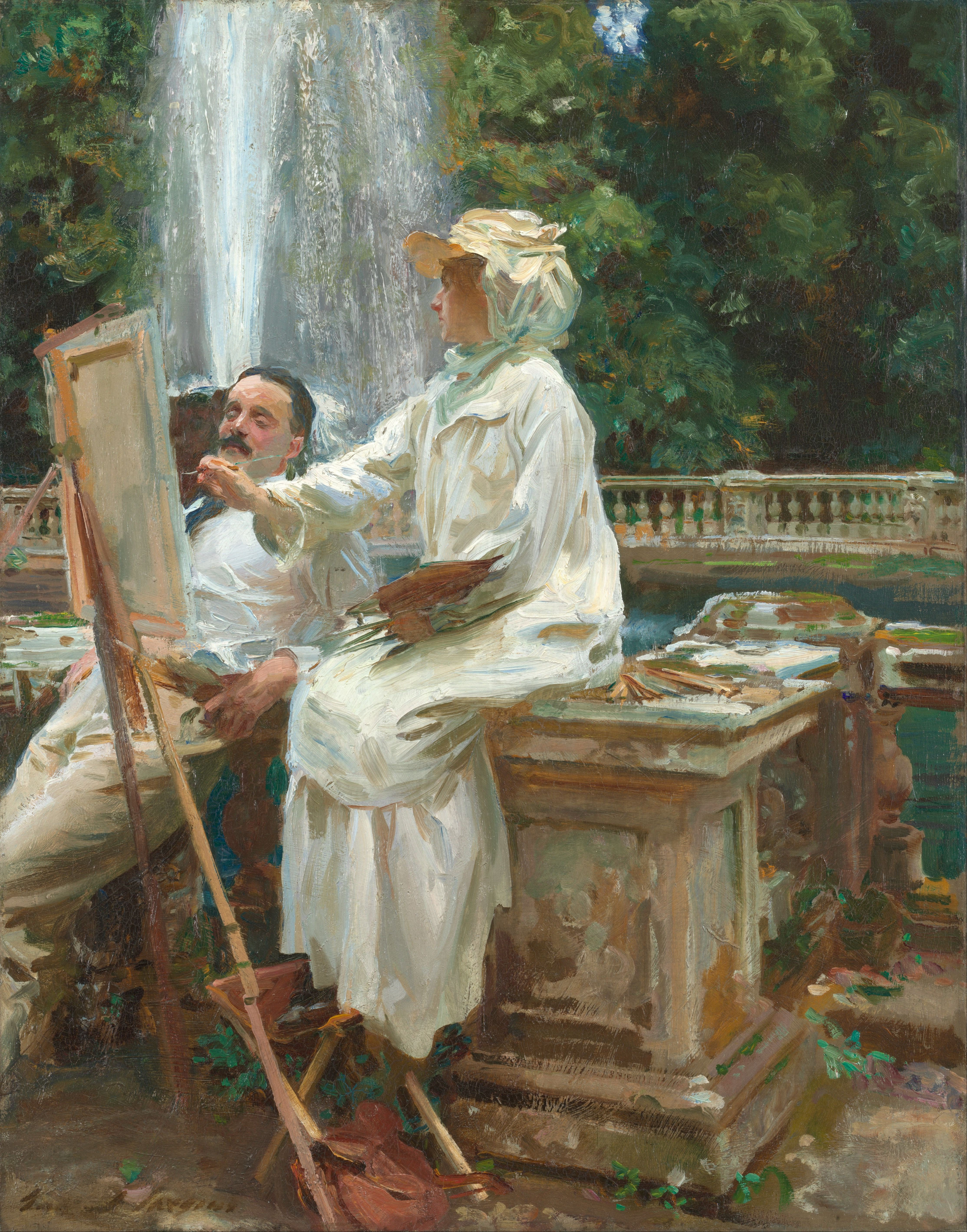
The Fountain, Villa Torlonia, Frascati, Italy, 1907

### Tranh màu nước

Gondoliers' Siesta, khoảng 1904Gondoliers' Siesta, khoảng 1904
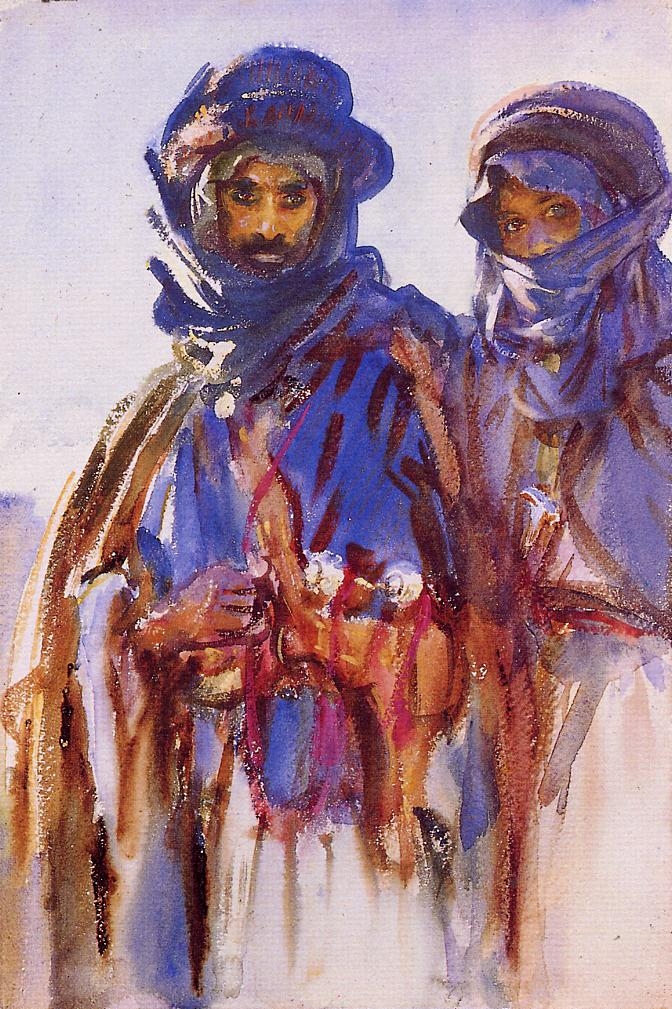
Bedouins, c. 1905–06, watercolor, Brooklyn Museum of Art
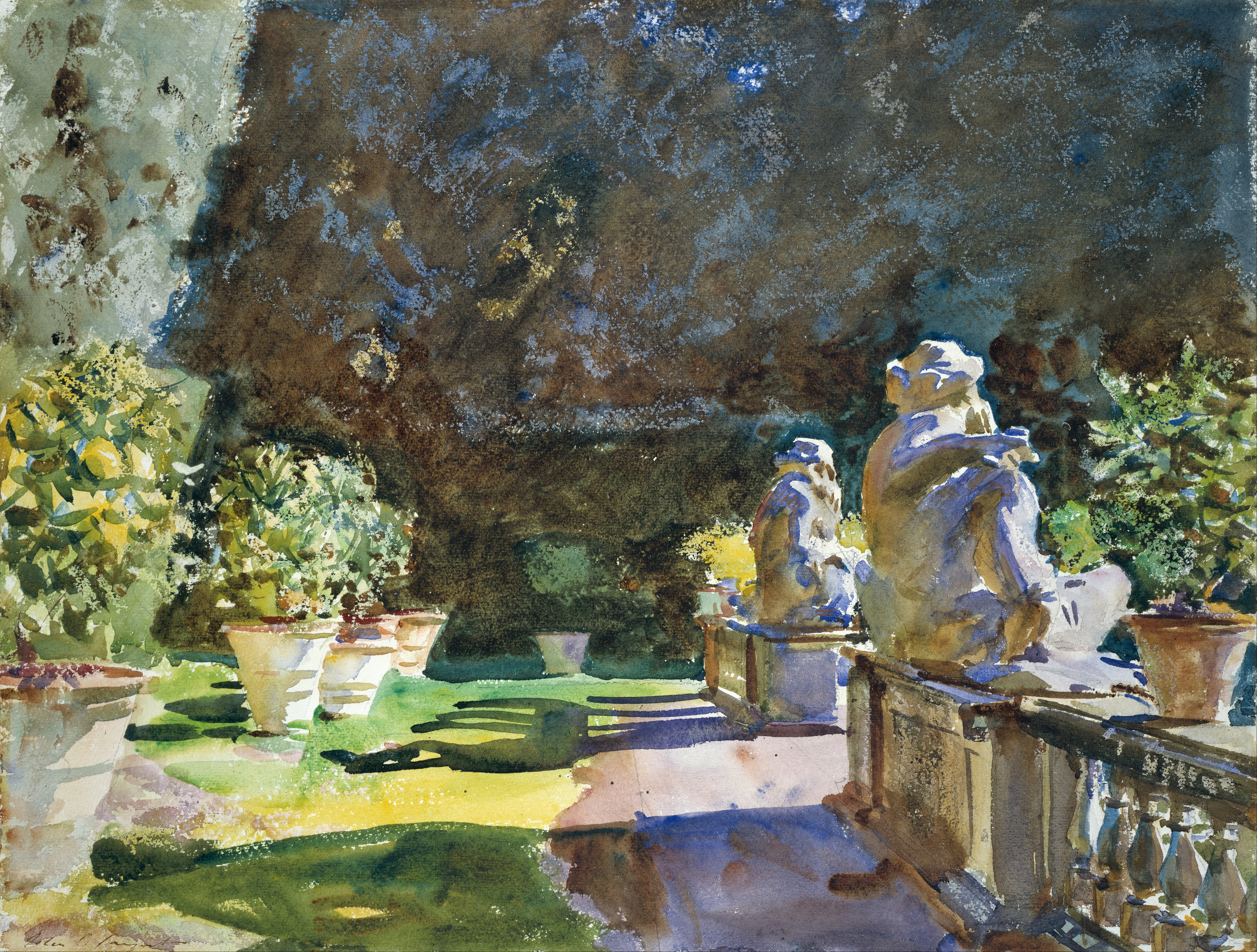
Villa di Marlia, Lucca, 1910, watercolor, Museum of Fine Arts, Boston
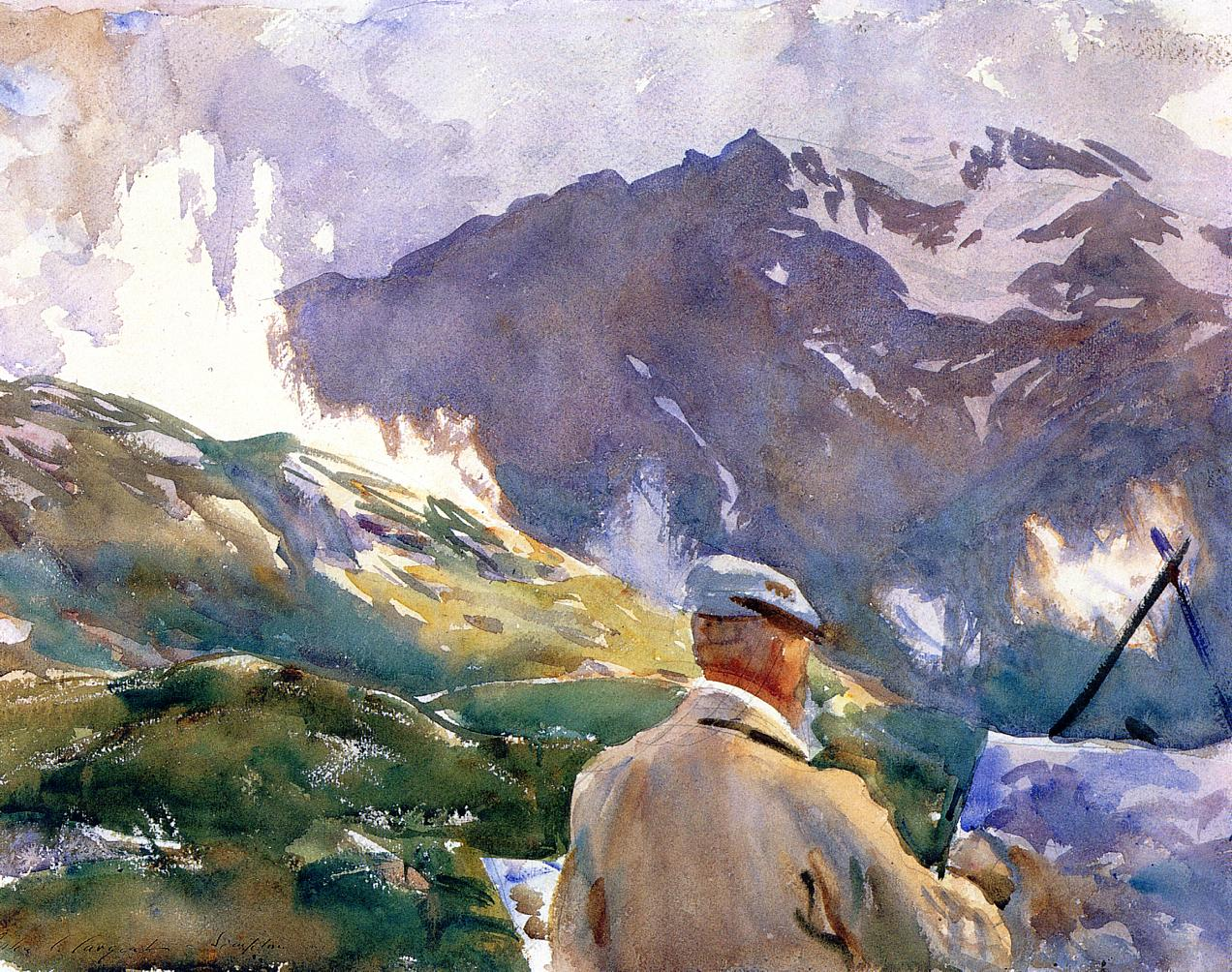
Artist in the Simplon, c. 1909, watercolor, Fogg Museum of Art
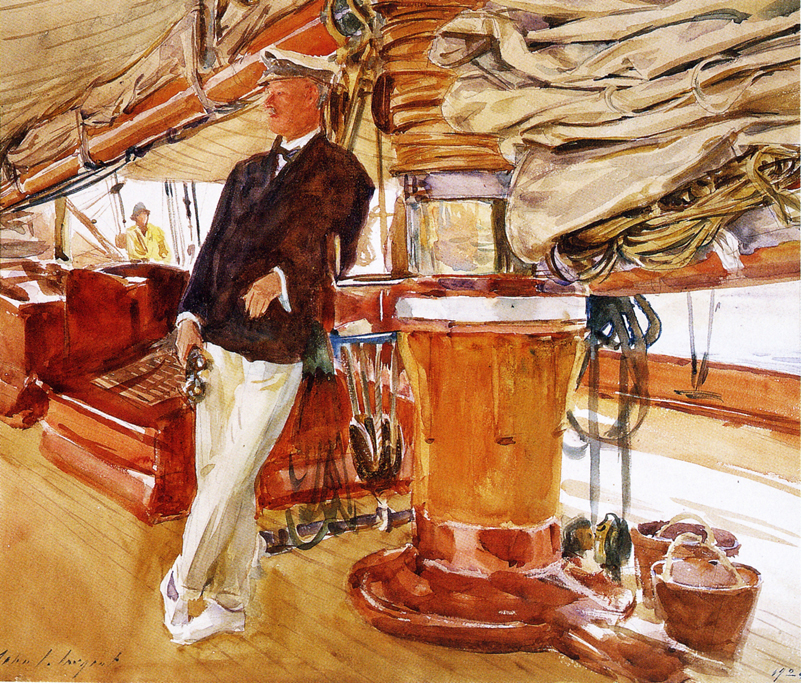
On the Deck of the Yacht Constellation, 1924, watercolor, Peabody Essex Museum, Salem, Massachusetts
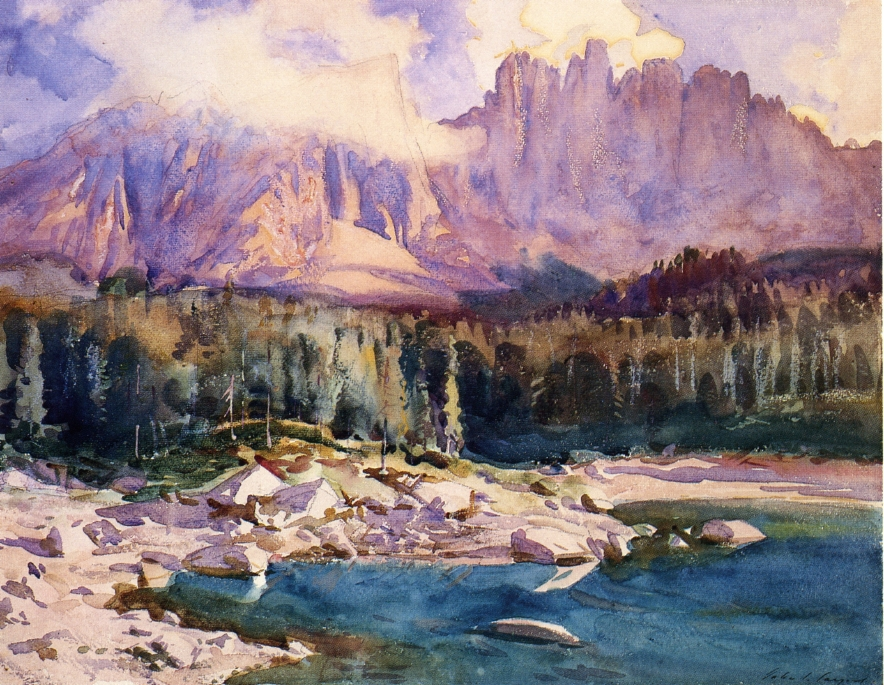
Karer See, 1914, watercolor
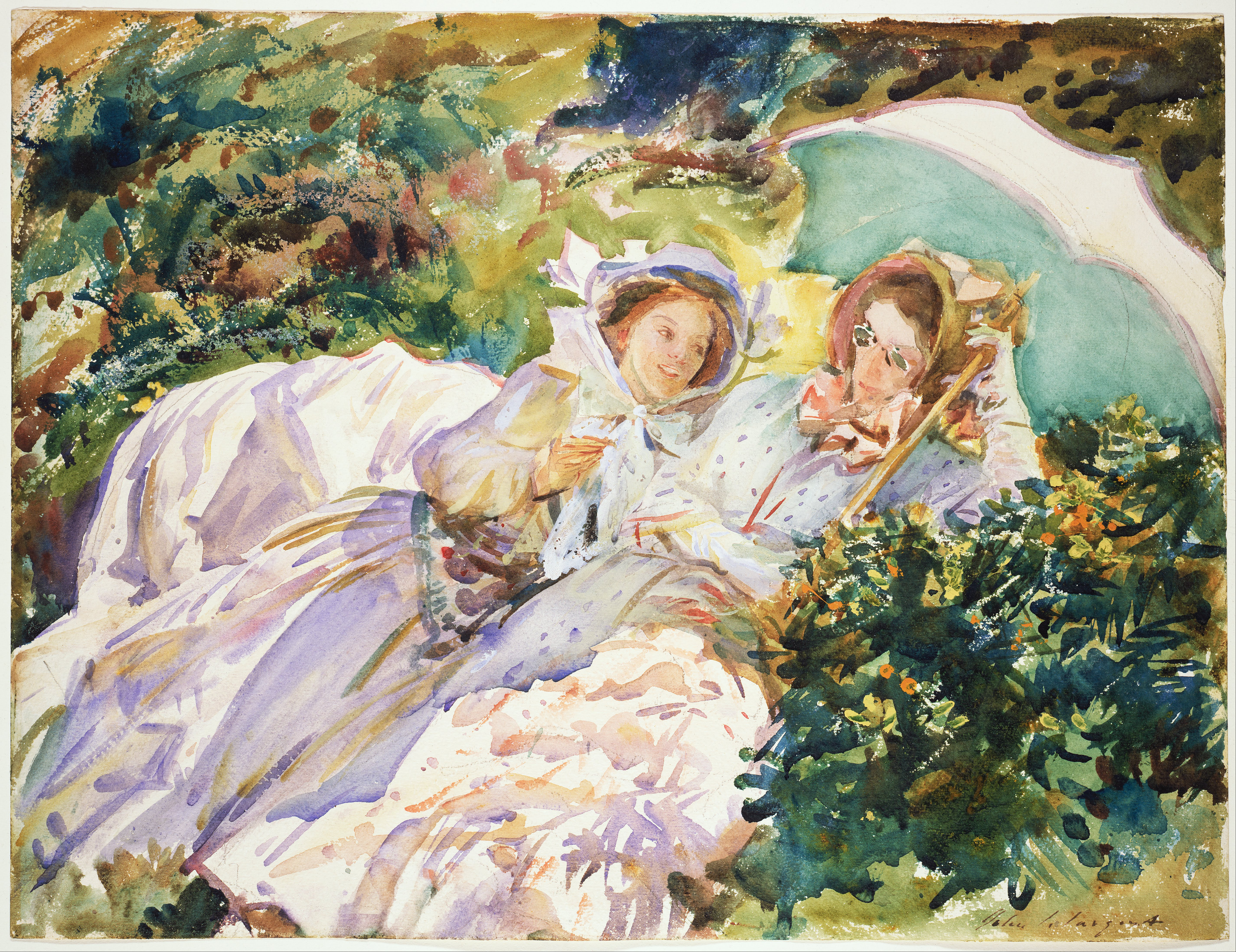
Simplon Pass- The Tease, 1911, transparent watercolor, opaque watercolor and wax over graphite pencil on paper
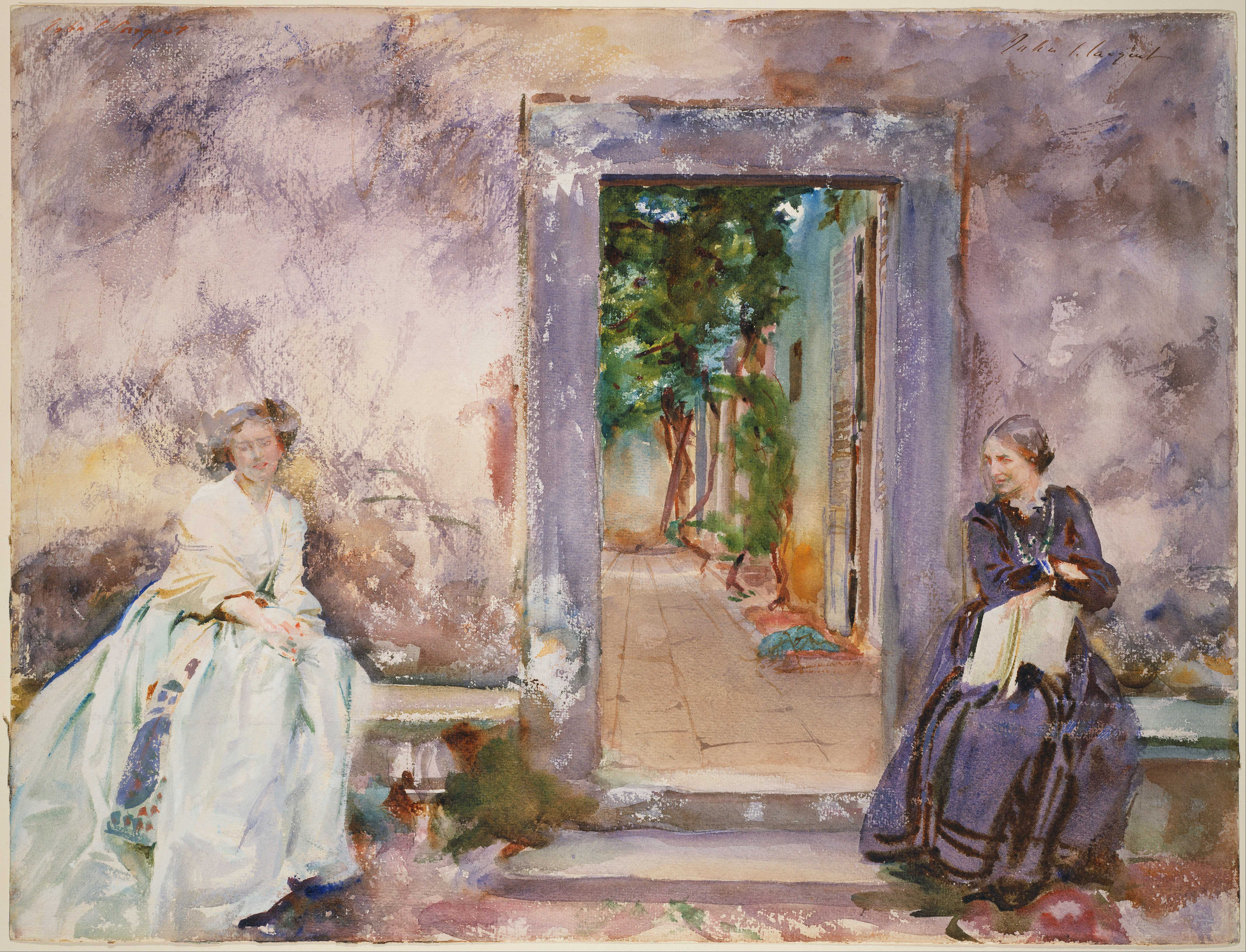
The Garden Wall, 1910, watercolor
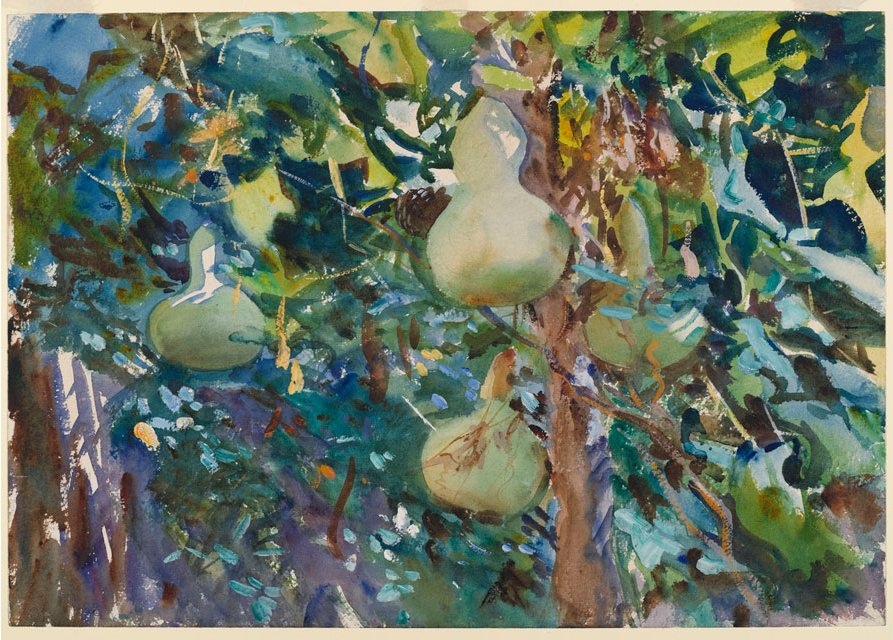
Gourds, 1906–10, watercolor, Brooklyn Museum